# 弘前市立北辰中学校
弘前市立北辰中学校（ひろさきしりつ ほくしんちゅうがっこう）は、青森県弘前市高杉字五反田にある公立中学校。

## 沿革
- 1969年（昭和44年）
  - 4月1日 - 自得中学校が高杉中学校と統合して、創立。ただし、校舎はこの時点では、統合せず、北辰中学校○○校舎として存続。
  - 11月 - 校章制定記念式典挙行。
- 1970年（昭和45年）
  - 3月 - 校舎新築第一期工事完成（鉄筋コンクリート造3階建）。
  - 6月 - 校歌制定。
- 1971年（昭和46年）
  - 3月 - 新校舎第二期工事完成。高杉・自得両校舎から新校舎に移転。
  - 4月1日 - 統合新校舎に移転し、名実ともに統合。
  - 12月 - 屋内体育館が完成し、校舎新築落成式挙行。
- 1975年（昭和50年）7月 - 学校緑化事業完了。
- 1989年（平成元年） - 武道場建築[1]。
- 2019年（令和元年）6月22日 - 創立50周年記念式典を体育館にて挙行[2]。

## 学区
楢木、鬼沢、独狐、前坂、高杉、糠坪

## 卒業生
- 寶智山幸観（大相撲力士、元幕内）

## 学校周辺
- 大蜂川
- 青森県道31号弘前鯵ケ沢線
- トライアル高杉店
- 弘前市立高杉小学校 - 進学前小学校のひとつ

## アクセス
- 弘南バス「高杉南口」バス停下車後、徒歩約375m・約6分。